# 凱西維爾鎮區 (伊利諾伊州聖克萊爾縣)
凱西維爾鎮區（英語：Caseyville Township）是位於美國伊利諾伊州聖克萊爾縣的一個行政鎮區。

## 地方資料
根據2010年美國人口普查的數據，凱西維爾鎮區的面積為90.90平方千米，當中陸地面積為90.30平方千米，而水域面積為0.60平方千米。當地共有人口31152人，而人口密度為每平方千米342.71人。